# Haniel (Unternehmerfamilie)

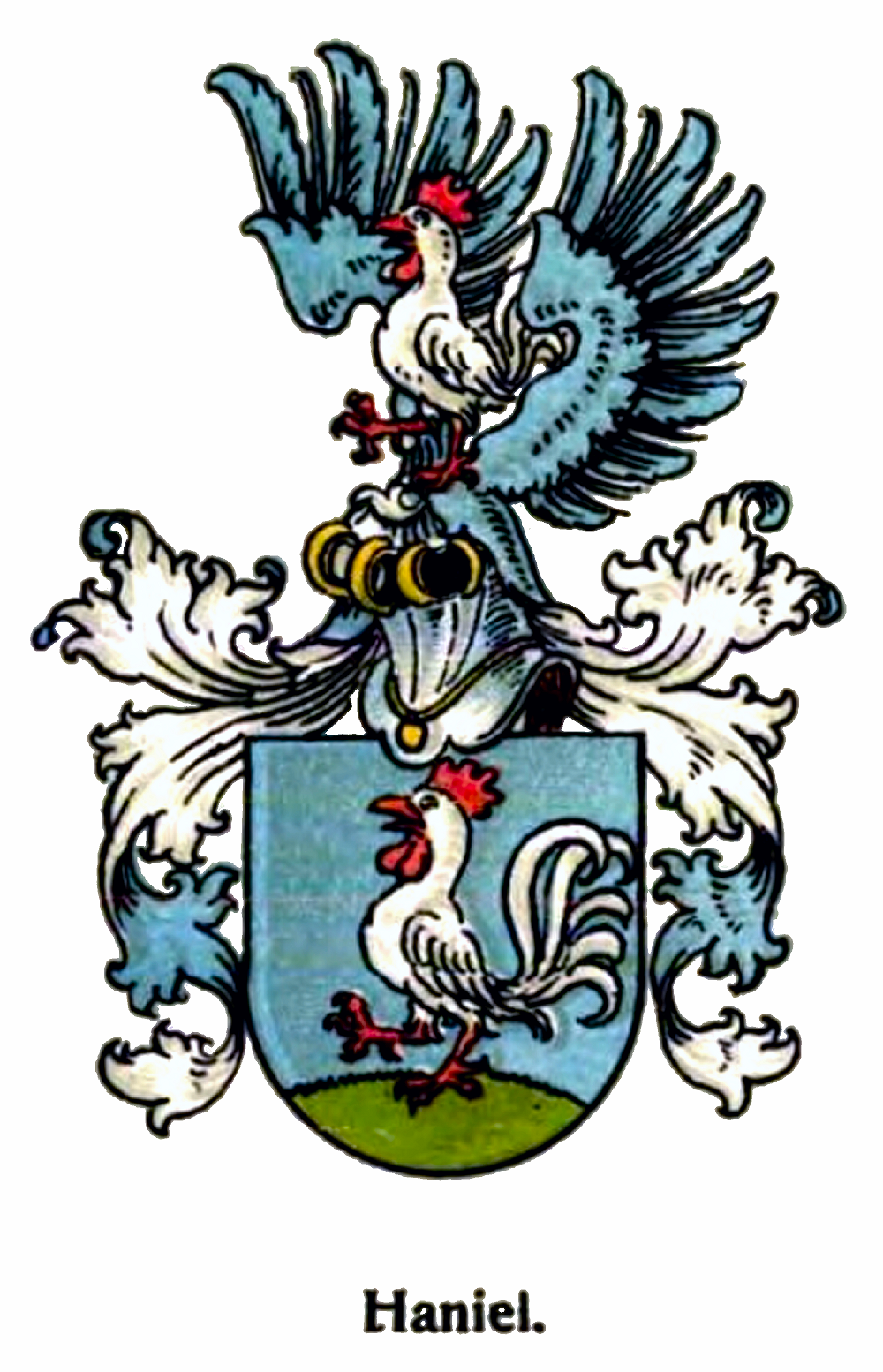
Stammwappen der Familie Haniel

Haniel ist der Name einer rheinländischen Unternehmerfamilie aus Duisburg. Nach einer Erhebung des Magazins Wirtschaftswoche zählten die Haniels 2015 zu den 10 reichsten deutschen Unternehmerfamilien.

## Geschichte
Die Familie tritt zuerst im Jahr 1554 auf und beginnt ihre Stammreihe mit dem herzoglich braunschweigisch-lüneburgischen Major Joachim Haniel, der am 7. Oktober 1638 in Lüneburg heiratet.

Die Konzernorganisation von Haniel

Der Firmengründer und Kaufmannssohn Jacob Wilhelm Haniel stammte aus Elberfeld und zog in jungen Mannesjahren nach Ruhrort (heute Duisburg). Die Haniels waren zunächst Weinhändler und Spediteure. Jacob W. (oder sein Bruder Peter Friedrich) Haniel betrieben ab 1771 den ersten Kohlenhandel unter dem Namen Haniel. Auch ein erstes Handelshaus wurde 1772 vom Vater seiner Frau Aletta, dem damaligen Ruhrorter Bürgermeister Jan Willem Noot übernommen (das Ruhrorter Packhaus, das heutige Haniel Museum). Die Familie erwarb dann ab 1805 Anteile an der Eisenindustrie. Sohn Franz Haniel war 1834 der erste Unternehmer, der im Ruhrbergbau wagte, die Mergelschicht zu durchbrechen und so den Tiefbergbau vorantrieb. Er war es auch, der den Steinkohlebergbau auf die linksrheinische Seite brachte. Die Haniels blieben lange Zeit mit der Schwerindustrie, darunter Gutehoffnungshütte und MAN AG, verbunden. 1913 wurde das Vermögen der  Familie Haniel auf 618,5 Millionen Mark geschätzt, das entsprach 2017: 3,15 Mrd. Euro. Heute liegen die Schwerpunkte in Beteiligungen oder Besitz von Firmen der Textilindustrie und Handel.

## Unternehmen
Das Oberhaupt der Familie, die etwa 680 Gesellschafter zählt, ist Franz Markus Haniel. Seit 2003 ist er Vorsitzender des Aufsichtsrats der Franz Haniel & Cie. GmbH, von 2007 bis 2016 war er mit Unterbrechungen auch Aufsichtsratsvorsitzender der Metro AG.
Insgesamt besitzt die Erbengemeinschaft Anteile an 800 bis 900 Unternehmen. Der Gesamtumsatz wurde 2014 mit 3944 Millionen Euro angegeben, das Ergebnis (nach Steuern) mit 686 Mio. und die Mitarbeiterzahl mit 11.544.
Geschäftsjahr 2015
Übersicht Konzernabschluss
- Umsatz 3808 Mio. €
- Operatives Ergebnis 193 Mio. €
- Ergebnis vor Steuern 174 Mio. €
- Ergebnis nach Steuern 120 Mio. €
- Haniel-Cashflow 329 Mio. €
- Investitionen 1058 Mio. €
- Bilanzsumme 6847 Mio. €

Mitarbeiter im Jahresdurchschnitt 2015 (Kopfzahl) 12.930
Das Vermögen der Dynastie beläuft sich geschätzt auf 6,5 Milliarden Euro (Stand 2015).

## Geschäftsprinzipien
Bei der Führung ihres Mischkonzerns hält sich die Familie Haniel an gewisse ungeschriebene Regeln als Prinzipien:
- Nur Familienmitglieder können Gesellschafter des Familienkonzerns werden (die Familienzugehörigkeit kann dabei sowohl von Geburt an, als auch durch Adoption oder Heirat begründet sein). Verkauf oder Vererbung von Unternehmensanteilen geschieht nur innerhalb des Kreises der zurzeit knapp 680 Eigner.
- Bei Anteilsverkäufen ist der Erbstamm vorzugsberechtigt, entfernteren Verwandten wird erst danach ein Angebot gemacht. Bei der Preisfindung sollen sich die Familienmitglieder an den Gewinnerwartungen orientieren.
- Familienmitglieder sollen in den Unternehmen der Gruppe keine andere Rolle als die des Gesellschafters einnehmen. Das Management des Konzerns besteht seit 1917 ausschließlich aus Nicht-Familienangehörigen.
- Aus den Unternehmen des Haniel-Konzerns dürfen sich die Gesellschafter maximal 25 % des Gewinns ausschütten lassen. Der restliche Profit hat im Unternehmen zu verbleiben.[8]

## Gesellschafterversammlung
Die Treffen der Familien finden alljährlich im Frühling statt. Dazu gehört die Gesellschafterversammlung. Die Gesellschafterversammlung, an der meist nicht mehr als 250 Eigner teilnehmen, wählt die Gremien und legt die Höhe der Ausschüttungen fest. Es gibt einen Beirat aus 30 Gesellschaftern, der regelmäßigen Informationsaustausch zu den Eignern unterhält. Dieser Kreis bildet das eigentliche Machtzentrum des Konzerns. Darin vertreten sind neun Repräsentanten größerer Anteilspakete. Acht von ihnen sind gleichzeitig die Kapitalvertreter im mitbestimmten Aufsichtsrat, einer ist Ersatzmitglied.
Alle zwei Jahre veranstaltet die Holding ein Jugendtreffen, bei dem die Junggesellschafter einen der Geschäftsbereiche des Unternehmens kennenlernen (die Altersgrenze liegt bei 40 Jahren).

## Stiftung
1988 wurde die Haniel-Stiftung ins Leben gerufen. Das Stiftungsvermögen betrug zu Anfang rd. 10 Millionen DM, heute beläuft es sich auf 250 Millionen Euro. Die Aufgabe der Stiftung ist es talentierten Nachwuchskräften Stipendien zu gewähren, aber auch Hochschulkooperationen, Bildungschancen und Veranstaltungen anzubieten.

## Nobilitierungen
- Eduard Haniel auf Haimhausen wurde am 7. April 1893 als „Haniel von Haimhausen“ in den erblichen bayerischen Adelsstand erhoben.
- John Haniel auf Landonvillers (Kreis Metz), preußischer Landrat a. D., wurde am 7. Juli 1899 in den preußischen Adelsstand erhoben.
- Eugen Haniel wurde am 6. Januar 1904 als preußischer Major in den preußischen Adelsstand erhoben. Am 20. Januar 1912 erhielt er in Bayern eine Namen- und Wappenvereinigung mit den Freiherren von Niethammer als „von Haniel-Niethammer“.

## Wappen
- Das Stammwappen zeigt in Blau auf grünem Boden einen rot-bewehrten silbernen Hahn. Auf dem Helm mit blau-silbernen Helmdecken der Hahn zwischen einem blauen Flug.[10]
- Das Wappen von 1893 zeigt innerhalb eines silbernen Bordes in Rot auf grünem Hügel einen schreitenden schwarzen Hahn mit goldenen Kamm, Lappen und Sporen. Auf dem Helm mit rechts rot-silbernen, links schwarz-goldenen Decken ein offener schwarzer Flug.
- Das Wappen von 1899 zeigt innerhalb eines roten Bordes in Silber auf grünem Dreiberg einen schreitenden rot bewehrten schwarzen Hahn. Auf dem Helm mit rechts schwarz-silbernen, links rot-silbernen Decken ein offener schwarzer Flug.

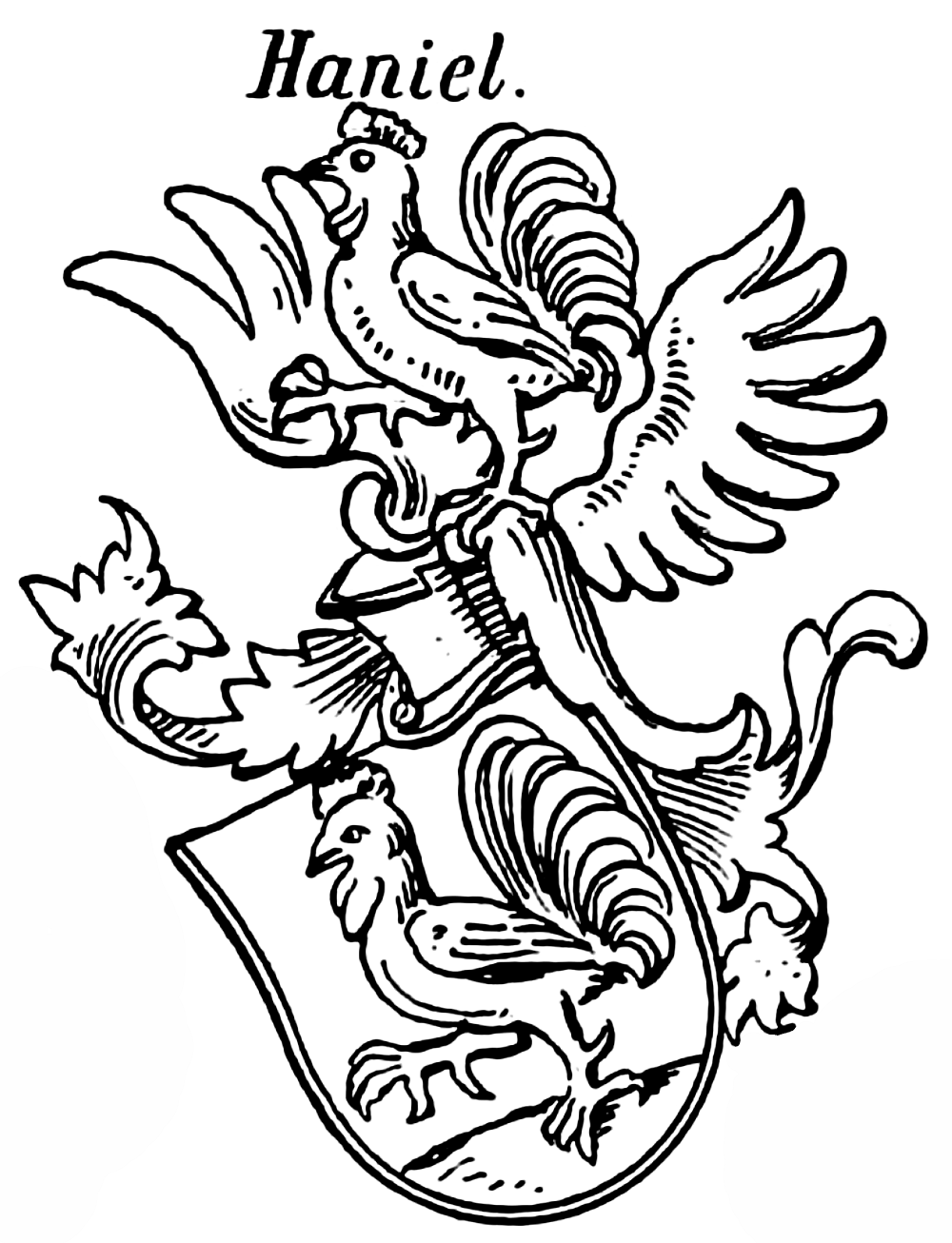
Das Stammwappen in Siebmachers Wappenbuch bürgerlicher Wappen
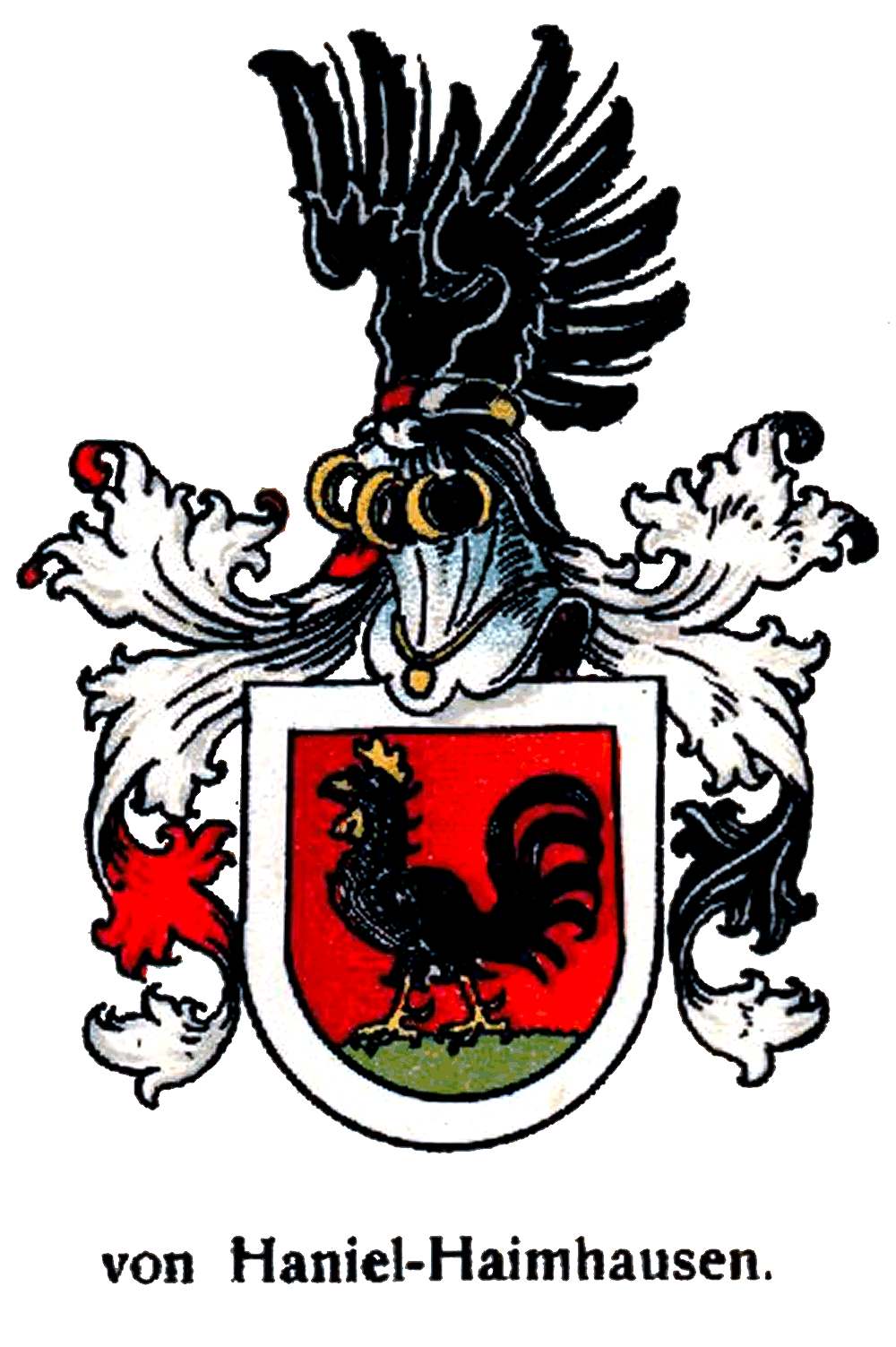
Das bayerische Adelswappen von 1893
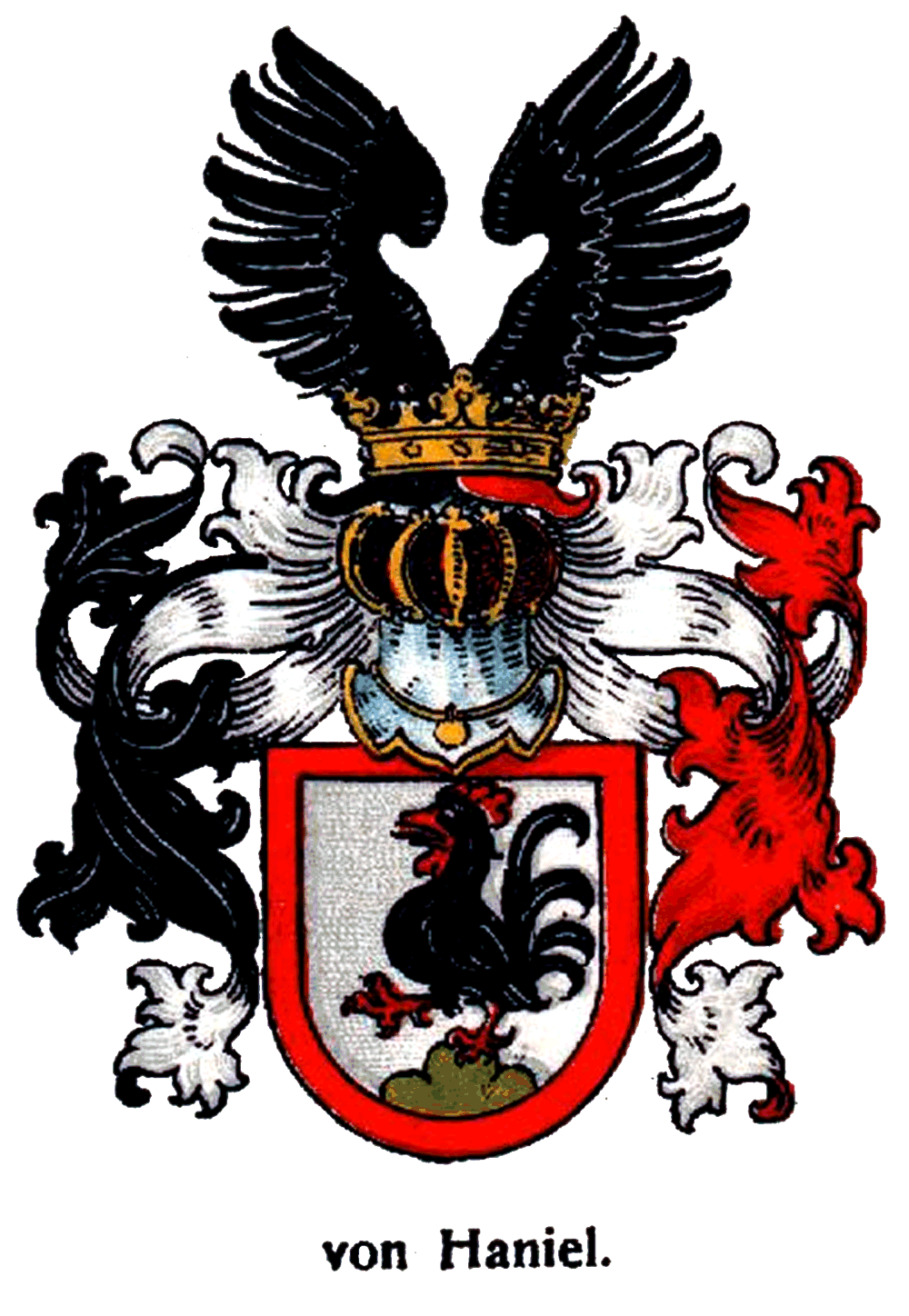
Das preußische Adelswappen von 1899 und 1905

## Familienangehörige
Zur Familie zählen unter anderem
1. Jacob Wilhelm Haniel (1734–1782), verheiratet mit der Unternehmerin Johanna Sophia Aletta, geborene Noot (1742–1815), Tochter des Zollbesehers Jan Willem Noot
  1. Wilhelm Haniel (1764–1819)
    1. Sophie Haniel (1798–1884), verheiratet mit dem Hütteninspektor und späteren JHH-Generaldirektor Wilhelm Lueg

  2. Johanna Sophia Haniel (1773–1843), verheiratet mit dem Hüttendirektor Gottlob Jacobi
  3. Gerhard Haniel (1774–1834), verheiratet mit Henriette Magdalen, geborene Huyssen (1783–1858), Schwester des Montanunternehmers Heinrich Arnold Huyssen und Schwägerin von Franz Haniel
    1. Carl Alex Haniel (1811–1861)
      1. Paul Haniel (1843–1892), Landrat des Landkreises Mülheim an der Ruhr (1879–1892)
        1. Karl Haniel (1877–1944), verheiratet mit Edith, geborene Schleicher, Tochter des Nadelfabrikanten Richard Schleicher aus Schönthal

    2. Bertha Friederike Haniel (1813–1899), verheiratet am 16. November 1837 mit Hugo Haniel (siehe 1.4.2.)
    3. Alphons Diederich Haniel (1814–1891) 
      1. August Haniel (1852–1925), verheiratet mit Eugenie, geborene Wiesner
        1. Curt Alfons Haniel (1884–1914), Paläontologe

  4. Johannes Franciscus (Franz) Haniel (1779–1868), verheiratet mit Friederike Christine, geborene Huyssen (1785–1867), einer Schwester von Heinrich Arnold Huyssen und Schwägerin von Gerhard Haniel
    1. Eduard Haniel (1807–1826)
    2. Hugo Haniel (1810–1893), verheiratet mit Bertha, geborene Haniel (1813–1889) (siehe 1.3.2.)
      1. Adeline Haniel (1838–1915), verheiratet mit dem Bankier Theodor Böninger (1832–1908)
        1. Theodor Böninger (1863–1931)
          1. Hans Böninger (1897–1958)

      2. Franz Haniel junior (1842–1916), verheiratet mit Johanna, geborene Jacobi (1860–1953)
        1. Franz Haniel (1883–1965)
        2. Curt Berthold Haniel (1886–1951), Zoologe
          1. Klaus Haniel (1916–2006), verheiratet mit Johanna, geborene Lutterotti von Gazzolis und Langenthal (1918–2019)
            1. Franz Markus Haniel (* 1955)

    3. Max Haniel (1813–1887), verheiratet mit Friederike, geborene Cockerill (1816–1854), Tochter des Stahl- und Bergbauunternehmers James Cockerill
      1. Karoline Haniel (1840–1912), verheiratet mit Louis Liebrecht (1834–1900), Besitzer von Haus Tervoort
        1. Ewald Liebrecht (1864–1948), württembergischer Rittmeister zu Degerloch bei Stuttgart, später München
        2. Bruno Liebrecht (1865–1932), Regierungsreferendar zu Lauersfort
        3. Max Liebrecht (1865–1914), Zwillingsbruder von Bruno, Gerichtsreferendar zu Tervoort, Eigentümer von Haus Fürstenberg

      2. Maximilian Berthold Haniel (1841–1883), verheiratet mit Clara Haniel (1848–1916)
        1. Edgar Haniel von Haimhausen (1870–1935), verheiratet I. mit Margarethe, geborene von Brauchitsch (1873–1939), und II. mit Hedwig Freifrau von Branca, geborene Frankenburger (1890–1985)

      3. Nancy Haniel (1843–1896), verheiratet mit dem Unternehmer, Bankier und Kunstmäzen Barthold Suermondt (1818–1887)
        1. Otto Suermondt (1864–1941), mehrfach ausgezeichneter Herrenreiter im Galopprennsport

      4. Eduard James Haniel von Haimhausen (1844–1904), verheiratet mit Henriette, geborene Haniel (heiratete in zweiter Ehe den Diplomaten Anton Graf von Monts)
      5. Leonie Haniel (1848–1911), verheiratet mit dem Aachener Tuchfabrikanten Emil Lochner (1832–1900)
      6. John Eugen Louis von Haniel (1849–1912), Dr. phil., Landrat von Moers, Ehrenbürger der Stadt Moers, Geheimer Regierungsrat; preußischer Adelsstand 1899, verheiratet I. mit Fanny, geborene Stinnes (1857–1883), Tochter des Reeders Johann Gustav Stinnes und II. mit Helene, geborene zur Helle (1857–1927), Tochter des Laurensberger Rittergutbesitzers Adolf zur Helle und seiner Frau Clothilde, Tochter des Aachener Tuchfabrikanten Johann Friedrich Lochner

    4. Julius Haniel (1815–1880), verheiratet mit (Henriette Luise) Caroline Böcking (1840–1894), Tochter des Stahlindustriellen Heinrich Rudolf Böcking, Enkelin von Heinrich Böcking
      1. Richard Haniel (1865–1937), verheiratet mit Irmgard Ulrike (Ulla) Hertha, geborene von Levetzow, adoptierte von Rauch (1886–1955)
      2. Franziska Friederike Ida Eugenie Haniel (1865–1954), verheiratet I. mit Ferdinand Albert Eckbrecht Graf von Dürckheim-Montmartin (1854–1935), II. mit Karl Otto Graf von Holnstein (1854–1934)
      3. Elsa Haniel (1871–1955),[12][13] verheiratet I. 15. Februar 1892 mit Friedrich (Heinrich Christian Ludwig) von Michael (1857–1929), Dr. jur., Gutsbesitzer auf Ihlenfeld und Groß Plasten, Rechtsritter des Johanniterordens; verheiratet II. 24. Juni 1921 mit Franz (Georg Kurt Eduard) Graf von Waldersee (1862–1927)

    5. Ludwig (Louis) Haniel (1817–1889), verheiratet mit Bertha, geborene de Greiff (1834–1909)
      1. Hugo Haniel (1854–1896), von 1882 bis 1896 Mitinhaber der Firma Haniel & Lueg in Düsseldorf-Grafenberg[14], verheiratet mit Bertha Carolina Franziska, geborene Böninger (1862–1936)
      2. Friederike Haniel (1855–1870)
      3. Thusnelde Haniel (1860–1931), verheiratet mit dem Maler Georg Oeder

    6. Friedrich Wilhelm Haniel (1820–1890), verheiratet mit Julie, geborene Liebrecht (1831–1902)
      1. Theobald Haniel (1852–1889), verheiratet mit Julie, geborene Liebrecht (1865–1928)
        1. Friedhelm Haniel (1888–1938), verheiratet mit Alice Bloem (1897–1937)

      2. Elvire Haniel (1853–1904), verheiratet mit Heinrich Eichwede (1845–1909), Ingenieur
        1. Kurt Eichwede (1877–1938), Dr., verheiratet mit Traute von Wegnern (* 1887)
        2. Bruno Eichwede (1881–1936), Dr. jur., Rechtshistoriker, Besitzer des Ritterguts Milmersdorf (Kreis Templin), verheiratet mit Frieda v. Haniel (1889–1974) der Tochter von John (Eugen Louis) von Haniel
        3. Alma Eichwede (1883-), verheiratet mit Karl Wach (1878–1952), Prof. Dipl.-Ing., Architekt und Hochschullehrer
        4. Ella Eichwede (* 1886)

      3. Alma Haniel (1856–1936), verheiratet mit Eduard Carp (1847–1924), Geheimer Justizrat
        1. Erna Carp (1881–1938), verheiratet mit Karl von Starck
        2. Adda Carp (* 1883), verheiratet mit Julius Curtius
        3. Werner Carp (* 1886), Industrieller in Düsseldorf, verheiratet mit Elsa, geborene Windthorst (* 1888)
        4. Hildegard Carp (* 1891), verheiratet mit Johann Jacob Franz Wagenführ von Arnim (* 1882), Eisenhüttenwerk-Besitzer in Tangerhütte

    7. Theobald Haniel (1824–1852)
    8. Richard Haniel (1826–1858)
    9. Thusnelde (Emilie) Haniel (1830–1903), verheiratet mit Philipp Heinrich Cockerill (1821–1903), Sohn von James Cockerill und Mitinhaber der Cockerillschen Werke in Seraing und später der Zechen Zollverein, Rheinpreußen und Neumühl, der Gutehoffnungshütte sowie der Firma Franz Haniel & Co.[15]
      1. Lucy Cockerill (1860–1913), verheiratet mit I. Alfred Adelmann von Adelmannsfelden (1848–1887) aus dem schwäbischen Adelsgeschlecht Adelmann von Adelmannsfelden, Schriftsteller; II. Richard Fleischer (1849–1937), Schriftsteller. Lucy Fleischer galt als eine der reichsten Deutschen ihrer Zeit.[16]
        1. Lucy Irma Reichsgräfin Adelmann v. Adelsmannsfelden (1884–1946), verheiratet mit Adolf Friedrich Hermann Pagenstecher (1877–1959), Direktor der Augenheilanstalt Wiesbaden
          1. Lucy Irma Lutterotti, geborene Pagenstecher (1928–2003), verheiratet mit I. Rainer Horstmann (1920–1970), II. Ludwig Lutterotti (1916–1980)

Heutzutage heißen viele der Familienstämme nicht mehr nur Haniel, sondern auch Böninger, Horstmann oder Libbert.